# Ammalo fervidus
Ammalo fervidus là một loài bướm đêm thuộc phân họ Arctiinae, họ Erebidae.